# Treasure of the heart 〜キミとボクの奇跡〜
「treasure of the heart 〜キミとボクの奇跡〜」（トレジャー・オブ・ザ・ハート・キミとボクのきせき）は、日本のガールズロックバンド・ZONEのメジャー16作目（通算17作目）のシングル。

## 概要
- 前作「笑顔日和」から約7年3ヶ月ぶり、自身最後のシングル。
- 前年8月に1ヶ月限定で再結成し[1]、前年12月に限定を廃し以降の活動継続を発表[2]。TOMOKAが体調不良で脱退し[3]、MIYUとMAIKOの2人体制に変わって唯一のCD作品。
- 表題曲は北海道放送『北のフード熱血応援団 ケッパレ!ごはん』の挿入歌に、カップリング曲はTBS系列『第13回サン・クロレラクラシック』のテーマソングに各々起用された。シングルの表題曲とカップリング曲共にタイアップが付くのは「glory colors 〜風のトビラ〜」以来2作ぶりとなった。
- ジャケットの異なる初回生産限定盤と通常盤の2形態で発売され、初回生産限定盤には特典として表題曲のミュージック・ビデオとメイキング映像を収録したDVDが同梱された。
- オリコン初登場18位を獲得。トップ10入りを「大爆発 NO.1」以来14作ぶりに逃してしまった。

## 収録曲
1. treasure of the heart 〜キミとボクの奇跡〜
作詞：MIYU
作曲・編曲：丸山真由子
東日本大震災の被災地を度々訪れ、その地で見たことや人との出会いで感じた様々な想いを、「ありがとう」という言葉をテーマに絆や希望、夢を書いた楽曲。ミュージック・ビデオは三木孝浩が担当した[4]。
2. ユメノカナタ
作詞：MAIKO、MIYU
作曲・編曲：ha-j
3. Arigato
作詞：MIYU、MAIKO
作曲・編曲：宮永治郎
4. treasure of the heart 〜キミとボクの奇跡〜 -Instrumental-
作曲・編曲：丸山真由子
表題曲のインストゥルメンタルバージョン。
5. ユメノカナタ -Instrumental-
作曲・編曲：ha-j
カップリング1曲目のインストゥルメンタルバージョン。
6. Arigato -Instrumental-
作曲・編曲：宮永治郎
カップリング2曲目のインストゥルメンタルバージョン。

## タイアップ
- 北海道放送バラエティ番組『北のフード熱血応援団 ケッパレ!ごはん』挿入歌 (#1)
- TBS系列スポーツ中継番組『第13回サン・クロレラクラシック』テーマソング (#2)